# 王雪梅 (法医)
王雪梅（1956年—），陕西省西安市人，中国著名女法医。

## 生平
早年在西安医科大学取得医学学士、法医学硕士学位，曾任最高人民检察院检察技术信息研究中心副主任，中国法医学会副会长。2013年8月，因对中国法医现状感到失望，公开辞去中国法医学会的职务并退出中国法医学会，成为新闻热点人物。

## 著名事件
- 海伍德死亡案：2012年9月，王雪梅曾在此案审判时，公开质疑海伍德死于氰化物中毒的说法。王雪梅在其博客上发表文章说：“作为当今中国最高检察机关的在任法医，我对涉及尼尔·海伍德死亡事件的侦查、起诉、审判活动最终所认定的事实与结果深表遗憾。 ”“我个人认为，尼尔·海伍德死于氰化物中毒的结论，严重缺乏事实与科学依据。”[2]从博文可以看出其对薄熙来及薄谷开来持同情态度[3]。
- 马跃案：该案件中，中国法医学会出具的鉴定为：“马跃血液中无酒精，毒物分析无异常，体表无打击伤，符合电击导致急性呼吸、心脏骤停死亡”。警方据此排除他杀和刑事案件。王雪梅公开表示，认为该鉴定结论“荒谬、不负责任”，“作为中国法医学会现任的副会长是零容忍的”[4]，并因此辞职。最高检检察技术信息研究中心对此回应，称王雪梅已不担任该中心副主任一职，且从未授权王雪梅就某一具体个案的法医学鉴定发表意见[5]。